# 村瀬硝子
村瀬硝子株式会社（むらせがらす）は日本のガラス製品メーカー。主にアンプル・管瓶(バイアル、ネジ口瓶)・試験管等の製造・販売を行う。
医療用ガラス容器・医療用機器のメーカーとして知られる。

## 生産拠点
- 旭工場 - 〒289-2505　千葉県旭市鎌数10261

## 沿革
- 1934年 - 東京都本所区に村瀬アンプル製作所として創業。
- 1953年 - 村瀬硝子株式会社を設立。
- 1974年 - 千葉県旭市に旭工場を建設。
- 1983年 - サルファーアンプルのオンライン化に成功。
- 1999年 - 清浄試験管、毛細管の製造開始。
- 2001年 - 医療機器「医薬品注入器」の製造開始。
- 2004年 - ISO9001：2000認証・登録。
- 2006年 - ドラッグマスターファイルタイプ3（アンプル・管瓶）登録。

## 参照
- 村瀬硝子株式会社
- MURASE GLASS